# Écoyeux
Écoyeux là một xã trong tỉnh Charente-Maritime trong vùng Nouvelle-Aquitaine, tây nam nước Pháp. Xã Écoyeux nằm ở khu vực có độ cao từ 43-94 mét trên mực nước biển. 